# Campeonato Carioca de Voleibol Feminino de 2015
O Campeonato Carioca de Voleibol Feminino de 2015 foi a 70ª edição deste campeonato que foi vencido pelo Rio de Janeiro por 3 sets a 0 no Fluminense na final. Este foi o décimo segundo título do Rio de Janeiro de forma consecutiva.

## Participantes
| Equipe         | Cidade         | Em 2014 | Títulos             |
| Botafogo       | Rio de Janeiro | -       | 8 (último em 1995)  |
| Fluminense     | Rio de Janeiro | -       | 26 (último em 1997) |
| Rio de Janeiro | Rio de Janeiro | Campeão | 11 (último em 2014) |
| Tijuca         | Rio de Janeiro | -       | 0 (não possui)      |

## Primeira fase
- Vitória por 3 sets a 0 ou 3 a 1: 3 pontos para o vencedor;
- Vitória por 3 sets a 2: 2 pontos para o vencedor e 1 ponto para o perdedor.
- Em caso de igualdade por pontos, os seguintes critérios servem como desempate: número de vitórias, média de sets e média de pontos.

|     |            |     | Jogos | Jogos | Jogos | Pontos | Pontos | Pontos | Sets | Sets | Sets  |
| Pos | Equipe     | Pts | T     | V     | D     | V      | P      | R      | V    | P    | R     |
| --- | ---------- | --- | ----- | ----- | ----- | ------ | ------ | ------ | ---- | ---- | ----- |
| 1   | Fluminense | 12  | 4     | 4     | 0     | 0      | 0      | MAX    | 12   | 0    | MAX   |
| 2   | Botafogo   | 5   | 4     | 2     | 2     | 0      | 0      | MAX    | 6    | 8    | 0.750 |
| 3   | Tijuca     | 1   | 4     | 0     | 4     | 0      | 0      | MAX    | 2    | 12   | 0.167 |

| 15 de outubro | Tijuca | 0 – 3 | Botafogo | Rio de Janeiro |
| 15 de outubro |        |       |          | Rio de Janeiro |

| 17 de outubro | Fluminense | 3 – 0 | Tijuca | Rio de Janeiro |
| 17 de outubro |            |       |        | Rio de Janeiro |

| 18 de outubro | Botafogo | 0 – 3 | Fluminense | Rio de Janeiro |
| 18 de outubro |          |       |            | Rio de Janeiro |

| 20 de outubro | Botafogo | 3 – 2 | Tijuca | Rio de Janeiro |
| 20 de outubro |          |       |        | Rio de Janeiro |

| 22 de outubro | Tijuca | 0 – 3 | Fluminense | Rio de Janeiro |
| 22 de outubro |        |       |            | Rio de Janeiro |

| 24 de outubro | Fluminense | 3 – 0 | Botafogo | Rio de Janeiro |
| 24 de outubro |            |       |          | Rio de Janeiro |

## Fase final

### Semifinais
| 27 de outubro | Tijuca | 0 – 3 | Rio de Janeiro | Rio de Janeiro |
| 27 de outubro |        |       |                | Rio de Janeiro |

| 27 de outubro | Fluminense | 3 – 2 | Botafogo | Rio de Janeiro |
| 27 de outubro |            |       |          | Rio de Janeiro |

### Final
| 29 de outubro | Fluminense | 0 – 3                         | Rio de Janeiro | Rio de Janeiro |
| 29 de outubro | 15 20 –    | Set 1 Set 2 Set 3 Set 4 Set 5 | 25 –           | Rio de Janeiro |

## Premiação
| Campeonato Carioca de Voleibol de 2015 |
| Rio de Janeiro                         |
| -------------------------------------- |
| RIO DE JANEIRO Campeão (12º título)    |